# Assassinato de Isabella Nardoni
O caso Isabella Nardoni refere-se ao assassinato de Isabella de Oliveira Nardoni (São Paulo, 18 de abril de 2002 – São Paulo, 29 de março de 2008), de cinco anos de idade, jogada do sexto andar do Edifício London, situado à Rua Santa Leocádia, nº 138, no distrito da Vila Guilherme, em São Paulo, na noite de 29 de março de 2008.
O caso gerou grande repercussão no Brasil, e Alexandre Nardoni e Anna Carolina Jatobá, respectivamente pai e madrasta da criança, foram condenados por homicídio doloso qualificado. Com o agravante de parentesco com a vítima, Alexandre foi condenado a uma pena de 31 anos, 1 mês e 10 dias. A madastra Anna Carolina foi condenada a 26 anos e 8 meses de reclusão devido à prática de crime hediondo. A decisão foi proferida pelo Juiz Maurício Fossen, no Fórum de Santana em São Paulo.

## A vítima
Isabella de Oliveira Nardoni, nascida em São Paulo, em 18 de abril de 2002, era filha de Ana Carolina Cunha de Oliveira e de Alexandre Alves Nardoni. Ana Carolina engravidou de Isabella aos dezessete anos. A notícia da gravidez não foi bem recebida por Alexandre, pois na época ele tentava ingressar na faculdade de direito.
Alexandre Nardoni separou-se de Ana Carolina quando Isabella tinha apenas onze meses. Em acordo jurídico, foi definida pensão alimentícia mensal de R$ 250 e o direito a duas visitas por mês, quinzenalmente. Na época da morte, Alexandre Nardoni vivia com a madrasta da menina, Anna Carolina Trotta Peixoto Jatobá.

## O caso
Isabella Nardoni foi encontrada morta, no dia 29 de março de 2008, após ter sido jogada de uma altura de seis andares, no jardim do Edifício London, prédio residencial na rua Santa Leocádia, 138, Zona Norte de São Paulo. No apartamento, que pertencia a seu pai, moravam, além dele, a madrasta da menina e dois filhos do casal, um de onze meses e outro de três anos. A menina já estava morta com a chegada da ambulância.
O pai de Isabella teria afirmado em depoimento que o prédio onde mora fora assaltado e a menina jogada por um dos bandidos. De acordo com a imprensa, ele teria dito que deixou sua mulher e os dois filhos do casal no carro e subiu para colocar Isabella, que já dormia, na cama. O pai da vítima teria descido para ajudar a carregar as outras duas crianças, respectivamente de 3 anos e 11 meses, e, ao voltar ao apartamento, viu a tela cortada e a filha caída no gramado em frente ao prédio. Entre o momento de colocar a filha na cama e a volta ao quarto teriam passado de 5 a 10 minutos, de acordo com o depoimento do pai. Dias depois, a investigação constatou que a tela de proteção da janela do apartamento fora cortada para que a menina fosse jogada e que havia marcas de sangue no quarto da criança.

## Investigação
O caso teve forte repercussão no Brasil nos dias 30 e 31 de março. Em meio à repercussão, o pai da criança afirmou à polícia no dia 30 que ela havia ficado sozinha no quarto enquanto ele foi buscar os outros filhos. No mesmo dia, a emissora de TV de notícias GloboNews revelou que a polícia descartou a possibilidade de acidente na morte de Isabella. Segundo um delegado titular da polícia, sangue foi encontrado no quarto e um buraco na tela de proteção de uma janela reforçam as suspeitas da polícia de homicídio. A perícia feita pela Polícia Técnico-Científica no domingo diz que a rede de proteção da sacada foi cortada propositalmente, então, no quarto dos irmãos da Isabella e não no quarto em que ela foi colocada para dormir. No entanto, uma rádio afirmou que o pai disse à polícia que a menina foi jogada por um assaltante.
O tio de Isabella declarou à imprensa que os pais dela tinham uma "excelente relação". No entanto, os vizinhos afirmam o contrário: que as brigas entre Alexandre e Anna, na presença de Isabella, eram constantes nos fins de semana.
Na madrugada do dia 31 de março, Alexandre Nardoni e a madrasta da menina, Anna Jatobá, foram liberados da polícia civil após mais de 24 horas de depoimento. O pai teria descido para ajudar a carregar as outras duas crianças, respectivamente de três anos e onze meses, e ao voltar ao apartamento, viu a tela cortada e a filha caída no gramado em frente ao prédio. Entre o momento de colocar a filha na cama e a volta ao quarto, teriam passado de cinco a dez minutos, de acordo com o depoimento do pai. No outro depoimento, uma vizinha do prédio afirma que ouviu gritos de uma menina pedindo socorro, mas não saiu do apartamento.
No dia 1º de abril, o jornal Folha de S.Paulo publicou que os primeiros laudos do Instituto Médico Legal apontavam indícios de asfixia anteriores à queda da menina. Os legistas teriam duvidado até mesmo de que a menina tivesse caído, por conta do baixo número de fraturas em seu corpo.

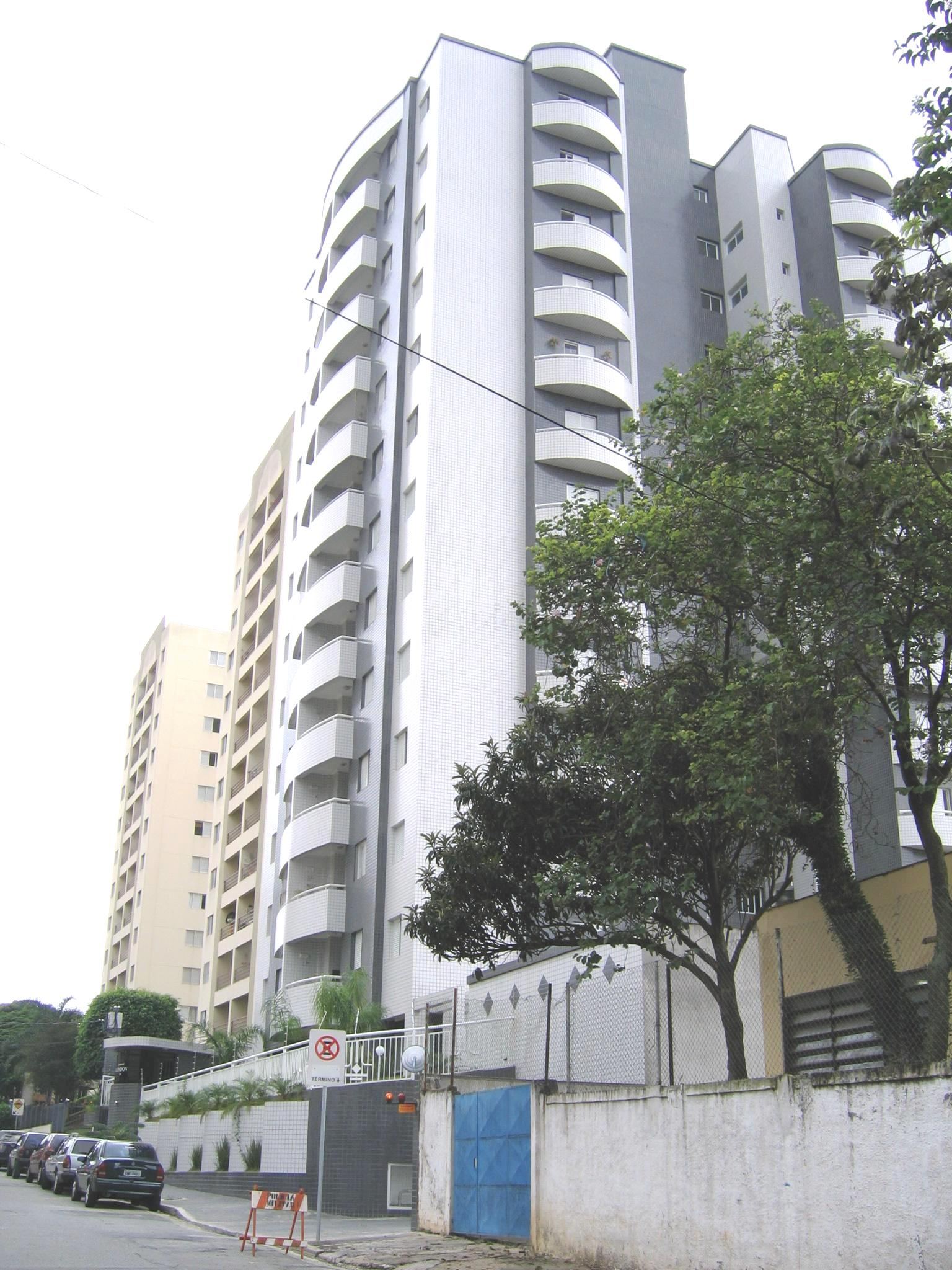
Edifício London, zona norte de São Paulo

Nesse dia, os dois advogados do pai e da madrasta ficaram por cerca de três horas no distrito policial para acompanhar o caso. Após isso, um dos advogados revelou para a imprensa que a madrasta teria perdido as chaves poucos dias antes do crime. Os advogados disseram que cabe à polícia apontar provas que incriminem seus clientes e não a eles. Eles pediram à imprensa que poupassem o pai e a madrasta, pois eles estariam "sofrendo muito e poderiam sofrer ainda mais" com o assédio. No mesmo dia, os peritos disseram que Isabella caiu de lado e fraturou o pulso. Ela tinha marcas no pescoço e manchas no pulmão. O delegado responsável disse que a morte seria investigada como homicídio, pois a tela de proteção da janela foi cortada. Havia marcas de sangue no quarto da criança, o que, segundo o delegado, reforça a tese de que ela foi agredida antes de ser jogada.
No dia 2 de abril, Ana Carolina Oliveira saiu na companhia do namorado após prestar depoimento. Após o depoimento dela, o delegado titular disse que solicitaria nova perícia no carro e no apartamento do pai da menina, afirmando: "No dia dos fatos, o perito com pressa, muita gente em cima, pode ter passado alguma coisa despercebida". No entanto, o titular confirma que dois depoimentos relatam gritos de uma criança em desespero. Estes depoimentos foram depois descartados pela polícia, pois o momento da ocorrência dos mesmos não se encaixava na cronologia do crime. Uma das vizinhas que declarara ter ouvido esse grito, Geralda Afonso Fernandes, testemunhou pela defesa. O delegado afirma que há três pontos que, em sua opinião, estão mais nebulosos: a ausência de arrombamento na casa, o fato de que não faltava nada entre os pertences do casal e, finalmente, nenhum indício de que alguém estranho tenha estado no prédio são intrigantes. Calil Filho admitiu também a possibilidade de a madrasta da menina, Anna Carolina Jatobá, não ter ficado esperando no carro, como o relatado pelo pai em depoimento à polícia.
Perto de o caso completar 30 dias e da conclusão do Inquérito pela Polícia, importou saber quem havia adulterado o local do crime para tentar transformá-lo de cena de homicídio em cena de latrocínio. O promotor designado para o caso, que tem acompanhado as investigações desde o início, afirmou que as provas indicam "claramente" que a cena do crime foi adulterada. "Tentou-se maquiar a versão verdadeira. Tentaram remover as manchas de sangue e até conseguiram remover algumas, mas os equipamentos de perícia modernos captaram a alteração", explicou, afirmando que essa remoção quase prejudicou a perícia. Em depoimento, o pai de Alexandre, o advogado tributarista Antonio Nardoni e sua filha, Cristiane Nardoni, negaram ter limpado a cena do crime.

## Indícios e contradições

### Arrombamento
Consta, no boletim de ocorrência, a informação de que Nardoni teria dito aos policiais militares que atenderam ao caso que a porta do apartamento estava arrombada e de que ele teria visto uma pessoa fugindo após a tragédia. Já no depoimento, afirmou que a porta estava trancada e não mencionou a existência de outra pessoa. A averiguação dos peritos garantiu que não havia nenhum sinal de arrombamento no apartamento, muito menos de furto.
Os muros do condomínio eram baixos e de fácil acesso e, na época, havia apenas um prédio em construção e um terreno baldio nos arredores. A hipótese de que o invasor fosse morador do prédio não foi averiguada.
O pedreiro Gabriel Santos Neto, que trabalhava na obra vizinha ao prédio que foi cenário do crime, disse à Folha de S.Paulo que a construção teria sido arrombada na mesma noite. Posteriormente, desmentiu o fato e não pôde mais ser encontrado para testemunhar no julgamento. O repórter Rogério Pagnan, a quem este fato foi afirmado, testemunhou no julgamento.
Fernando Neves, tenente e comandante da Força Tática da área, chefiou as buscas ao suposto ladrão e dias depois detalhou a operação, dizendo: "Foi feita uma varredura minuciosa nos mínimos detalhes, foi feito cerco no quarteirão, nós travamos elevadores, ninguém entrou, ninguém saiu e varremos todo prédio". Alguns meses depois este tenente cometeu suicídio quando um mandado de busca e apreensão era realizado no seu apartamento, pois era alvo de uma investigação de pedofilia. Interceptações telefônicas autorizadas pela justiça descobriram que ele tentava um encontro com uma menina de 5 anos, a mesma idade de Isabella. Os registros oficiais do caso mostram que já havia policiais na área antes de o tenente chegar e este estaria em outro local em serviço, quando recebeu a ocorrência, via rádio, do caso Isabella. Algumas fontes dizem que o tenente teria sido o primeiro a chegar, mesmo sem ter sido chamado.

### Manchas de sangue
A perícia encontrou gotas de sangue na entrada do apartamento, no chão do quarto dos irmãos de Isabella e na tela da janela de onde a criança teria sido jogada. "O sangue era visível, tanto que o delegado notou assim que chegou, mas o pai omitiu isso no depoimento", afirmou Cembranelli.
As manchas de sangue não puderam ser identificadas como sendo de Isabela, e sua data da criação não pôde ser precisada. A defesa alegou que o reagente utilizado pela polícia para detectar essas manchas também reage com vestígios de alguns alimentos como cenoura, nabo, banana e alho.

### Visita ao sogro
Em depoimento à polícia, Nardoni disse que passou o sábado na casa do sogro e chegou ao apartamento por volta das 23h30. O promotor afirmou que o porteiro do apartamento do pai de Anna Carolina ainda seria ouvido para esclarecer o tempo de permanência do casal no local. "O laudo toxicológico indicou que não houve a ingestão de alguma bebida alcoólica ou uso de drogas pelo casal naquele dia", esclareceu.

### Queda de Isabella

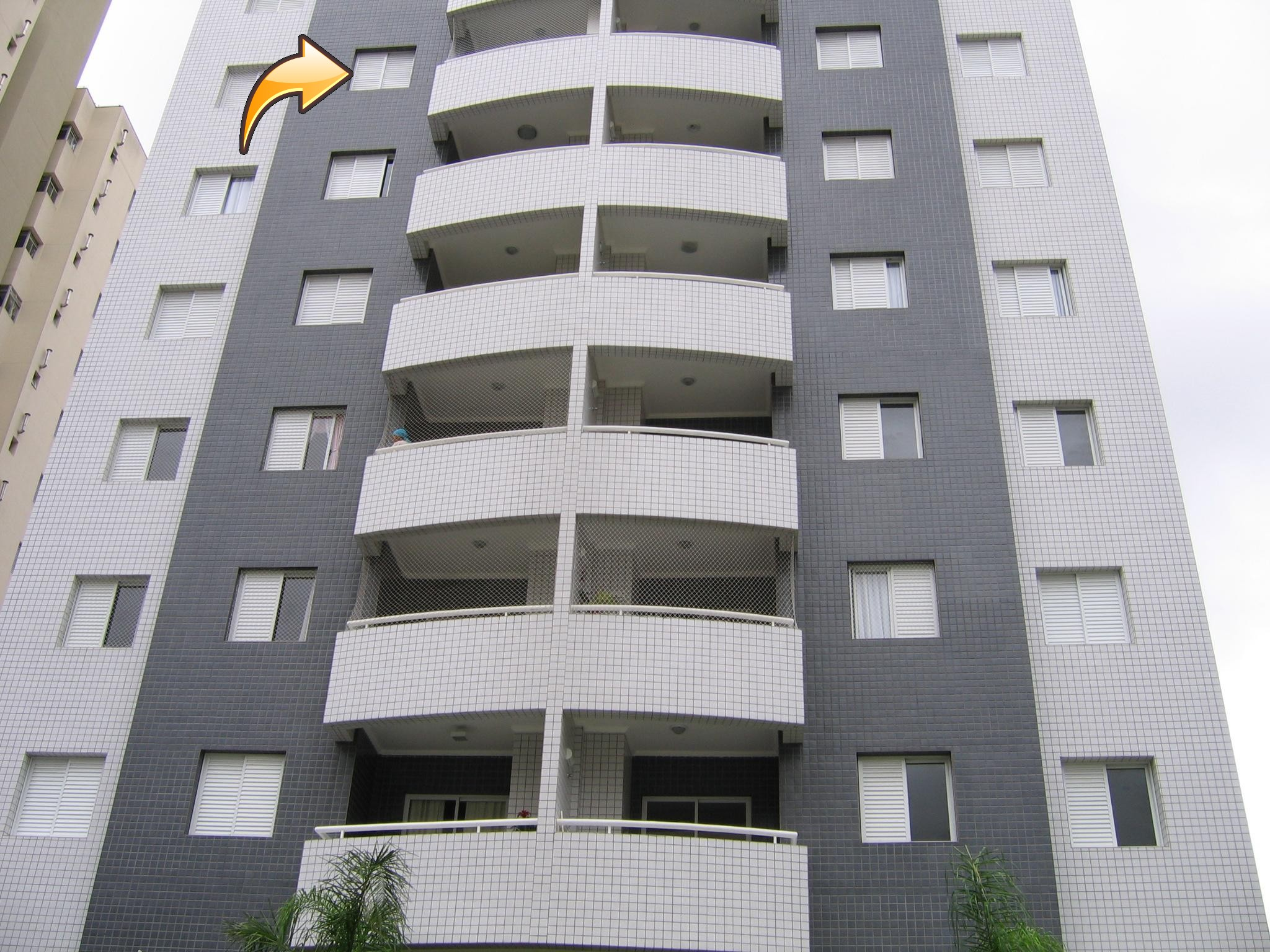
Edifício London, onde Isabella foi lançada pela janela do sexto andar, lado esquerdo

A primeira pessoa que viu a criança no gramado foi o porteiro. Ele teria relatado que escutou um forte barulho e quando olhou, a menina já estava no chão. Um morador do primeiro andar também teria escutado um estrondo e visto Isabella da sacada. Ele teria sido o primeiro a acionar o resgate, que demorou cerca de 13 minutos. Este mesmo morador disse, durante a reconstituição do crime, na quinta, dia 27 de março, que Alexandre ficou de joelhos e encostou o ouvido direito no coração da menina. Também disse que falou para Alexandre não tocar na menina para não prejudicar o estado dela. Os paramédicos tentaram reanimá-la por um período de 34 minutos.
A perícia constatou que Isabella foi lançada pelos pulsos e que a marca de suas mãos ficaram logo abaixo da janela, como a marca de seus joelhos. Segundo o promotor Francisco Cembranelli, Isabella teria sido "delicadamente" derrubada do 6° andar. Isso, na opinião de Cembranelli, refuta a versão apresentada pelo casal. "Se fosse um monstro, como dizem os indiciados, certamente não se preocuparia e arremessaria a menina de qualquer lugar e de qualquer jeito. Ela foi jogada do quarto dos irmãos, cuidadosamente introduzida no buraco da rede de proteção e delicadamente teve as mãos soltas", afirmou. Ainda segundo o promotor, se Isabella tivesse sido arremessada da janela de seu quarto, ela teria sofrido danos físicos ainda maiores por conta do piso de granito, ao contrário do gramado abaixo da janela do quarto dos irmãos.
No livro Caso Isabella: verdade nova, o médico Paulo Papandreu defende a tese de que a menina caiu de forma acidental. Em 2009, a mãe de Isabela conseguiu impedir judicialmente a circulação do livro e processou o autor pedindo indenização de R$ 100 mil. Consonante ao médico, esta crítica também foi sustentada pelo médico legista George Sanguinetti no livro A morte de Isabella Nardoni - Erros e Contradições Periciais, o qual foi semelhantemente proibido pela justiça de São Paulo.

### Comportamento de Alexandre Nardoni
Ana Carolina Oliveira disse, em entrevista ao Fantástico, que "[ela e Alexandre] tinham uma relação distante", mas que "Isabella tinha um amor incondicional pelo pai". Acrescentou, ainda, que Isabella deu algum sinal sobre os eventos e nunca falou nada sobre o pai.

### Espancamento e tentativa de asfixia
O rascunho do laudo 1.081, feito pelo médico Laércio de Oliveira Cesar com o auxílio de colegas de profissão, reforça a ideia que Isabella foi asfixiada por esganadura ou sufocamento e teve um osso da mão esquerda quebrado, provavelmente por meio de uma torção, e havia sinais de que essa fratura ocorreu quando a garota estava viva. Além disso, foi encontrada pequena hemorragia no cérebro. “Isso é comum nos casos do que chamamos de síndrome de criança espancada”, disse um legista. No corpo, havia um machucado no antebraço direito, como se ele tivesse enganchado na tela de proteção da janela ou como se ela tivesse tentado se agarrar. Por fim, havia um corte na cabeça, provavelmente também anterior à queda.
O perito George Sanguinetti, em seu livro “A morte de Isabella Nardoni - Erros e Contradições Periciais”, destaca que o fato de os ferimentos terem ocorrido quando a menina estava viva não significa que foram antes da queda, já que a menina morreu  mais de 50 min após a queda. Assim sendo, seria mais provável que todos os ferimentos decorreram da queda, não havendo qualquer base científica ou razoabilidade em se afirmar que houve uma agressão anterior à queda. Segundo Sanguinetti, a asfixia foi causada pelas lesões no aparelho respiratório de Isabella decorrentes da queda, não havendo igualmente base científica ou sinais externos característicos (marcas de dedos na garganta) que embasem a tese de tentativa de esganadura. As especulações da perícia policial foram cruciais para embasar a tese de coautoria da madrasta, desqualificando-a como testemunha.

### Imagens no supermercado
Na madrugada do dia 8 de abril, o telejornal Jornal da Noite, da Rede Bandeirantes, divulgou imagens em que aparecem Alexandre, Anna e Isabella junto aos irmãos, num supermercado, horas antes da morte da Isabella. Na camiseta de Alexandre, foi encontrado vômito possivelmente proveniente da asfixia.

### Prisão do pai e da madrasta
Após o depoimento da Ana Carolina na tarde do dia 2 de abril, no final da tarde, o Tribunal do Júri de São Paulo aceitou o pedido de prisão provisória do casal Alexandre Alves Nardoni, 29 anos, bacharel em direito, e a madrasta, Anna Carolina Trotta Peixoto Jatobá, 24 anos, ex-estudante de direito. A prisão é válida por 30 dias, prorrogáveis por mais 30 dias. Segundo a imprensa, o depoimento da mãe da menina motivou o pedido de prisão deles. Inicialmente, o cartório do TJ passou que a validade seria de cinco dias. O juiz da 2ª Vara do Tribunal de Justiça também decretou sigilo do caso. O delegado responsável pelo inquérito pediu ao Tribunal do Júri de São Paulo a prisão temporária de Nardoni e da madrasta de Isabella. Em seguida, o Ministério Público de São Paulo deu parecer favorável ao pedido de prisão.
Por causa dos depoimentos, foram declarados como principais suspeitos da morte o pai e a madrasta. Segundo depoimentos do pai, Isabella teria sido jogada através da janela do dormitório de seu apartamento no sexto andar, cuja tela de proteção estava recortada; no ínterim em que tivera retornado à garagem para ajudar sua esposa e dois filhos menores. A perícia inicial revelou que a causa mortis foi parada cardiorrespiratória, com evidências claras de asfixia e/ou sufocamento, contradizendo as afirmações de Alexandre Nardoni. Além disso, há vestígios de sangue no apartamento do casal, nos dormitórios, corredor, na maçaneta da porta de entrada da residência do casal e no lençol da cama onde ele disse tê-la colocado, adormecida. Houve fratura de osso em um dos punhos, enquanto estava viva; trauma no crânio, língua entre-dentes e lesões petequiais no coração e pulmões, indicativas de que a vítima fora asfixiada.
Um laudo feito pelo diretor do Instituto de Engenharia Biomédica da Universidade George Washington, James Hahn, em 2013, concluiu que as marcas encontradas no pescoço de Isabella, pericialmente definidas como equimoses puntiformes na nuca direita, não foram efetuadas pelo pai e pela madrasta devido à incompatibilidade com a morfologia das mãos de ambos. Em contrapartida, o promotor do caso, Francisco Cembranelli, afirmou que os resultados não alteram as penas, pois o "documento contesta apenas uma entre dezenas de provas".
No exame pericial complementar, a polícia encontrou, no edifício, peças do vestuário do pai da garota em banheiro de um apartamento inabitado do sexto andar, cuja proprietária é a irmã do principal suspeito e manchas de sangue nos bancos do carro da família. Provas testemunhais dão conta de que na noite da morte da garota Isabella Nardoni, houve severa discussão entre o casal e que, aos gritos, a criança pedia por socorro. O caso policial tramitava em segredo de justiça até o dia 7 de abril de 2008, quando o juiz Maurício Fossen, o mesmo que o decretara, revogou-o. De acordo com o Tribunal de Justiça de São Paulo, Fossen tomou a decisão após o promotor Francisco Cembranelli ter revelado alguns detalhes à imprensa na sexta-feira, 4 de abril.
No dia 3 de abril, os dois advogados que representavam o pai e a madrasta entraram no 9º Distrito Policial, às 12h30min, quase cercados pela imprensa, para negociar a apresentação do casal à polícia, e permaneceram por 20 minutos. Os advogados disseram que o casal iria aparecer nas próximas horas para a "apresentação deles e possivelmente o pedido de HC (habeas corpus)". O casal se entregou às 15h55min, no Fórum de Santana. Na manhã do dia 11 de abril, o desembargador do Tribunal de Justiça de São Paulo concedeu o habeas corpus e ordenou a soltura de Alexandre Nardoni e Anna Carolina Jatobá.

### Cartas de Alexandre e Anna
Um dia depois da decretação da prisão preventiva de Alexandre Nardoni e Anna Jatobá, na manhã do dia 3 de abril, tornam-se públicas, por intermédio dos advogados, duas cartas do casal. Os advogados afirmam que foram escritos um dia antes da decretação de prisão preventiva do casal, mas circulou que eles teriam escrito após a decretação, o que nunca foi confirmado.

## Enterro

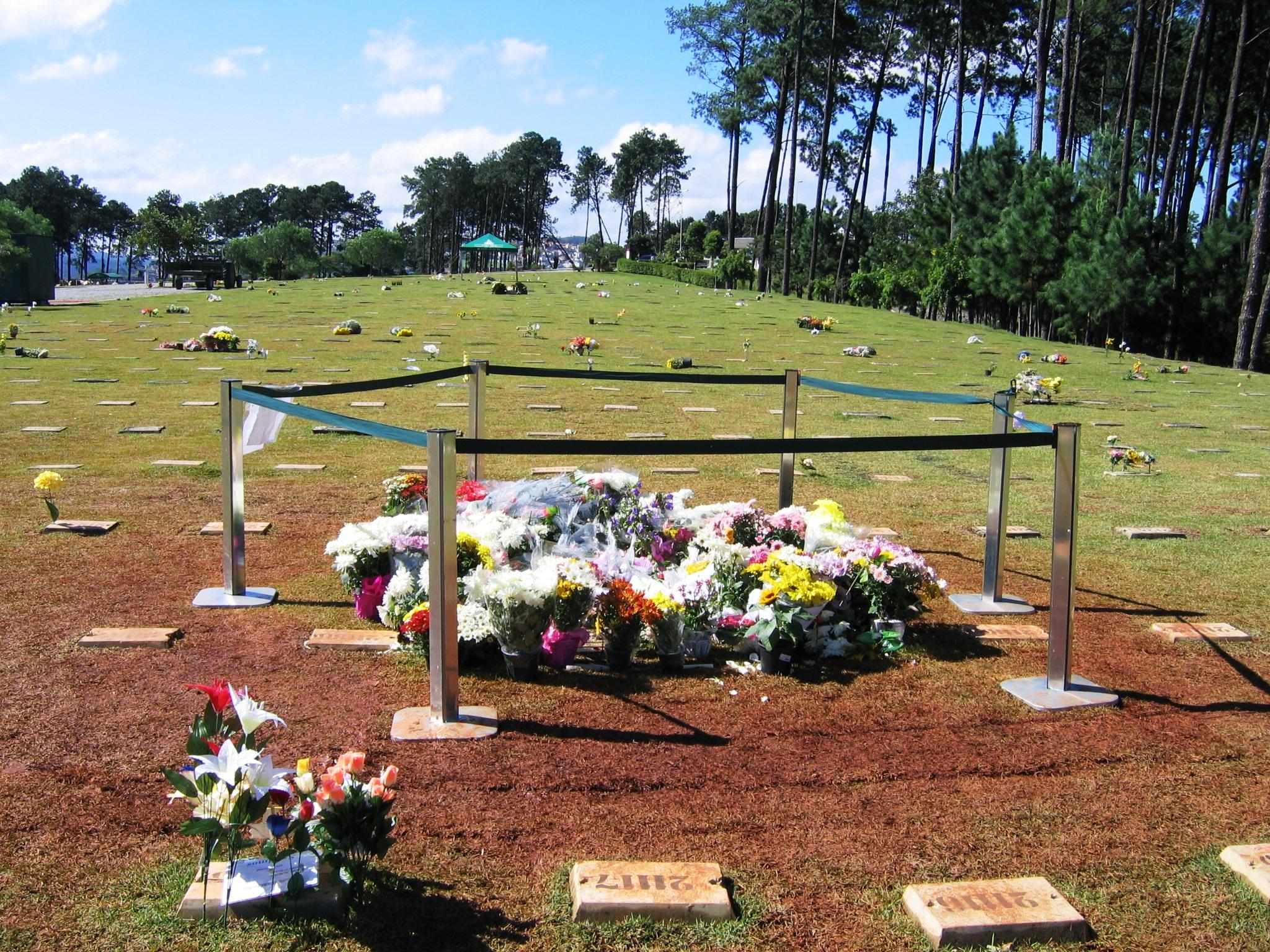
Local onde Isabella está enterrada

No dia 31 de março, por volta das 9h30, horas depois de ser liberado pela perícia, o corpo de Isabella foi enterrado no Cemitério Parque dos Pinheiros no bairro do Jaçanã, zona norte de São Paulo. O enterro contou com a presença de cerca de 200 pessoas, entre familiares e amigos. A imprensa foi impedida de acompanhar o enterro e apenas imagens aéreas feitas por helicópteros de algumas emissoras de TV filmaram o evento. Do lado de fora do cemitério, o avô, José de Oliveira, afirmou após o enterro que a mãe da criança continuava em estado de choque e que não queria falar sobre o assunto ainda.
Mais tarde, o avô declarou: "[Isabella] adorava os pais, os outros avós eram maravilhosos com ela. Não tem explicação o que aconteceu. Estão querendo culpar o pai, ele não tem nada a ver com isso. Ele pode ter todos os defeitos, mas isso aí não". A mãe de Isabella postou diversas fotos de sua filha no Orkut, divulgadas na imprensa. Por meio deste site, ela recebeu mais de 100 mil mensagens de apoio e muitas comunidades foram criadas em homenagem a Isabella.

## Indiciamento
Em 18 de abril, dia em que Isabella completaria seis anos, Alexandre Nardoni e Anna Carolina Jatobá foram indiciados pela Polícia Civil no 9º DP, por homicídio (artigo 121 do Código Penal Brasileiro).

## Entrevista à TV Globo
Pela primeira vez desde que o caso foi noticiado no dia 30 de março, Alexandre Nardoni e Anna Carolina Jatobá concederam a primeira entrevista, exibida no Fantástico, na noite do dia 20 de abril. Na reportagem, eles negam as acusações feitas pela polícia de que sejam responsáveis por matar Isabella. Negam, também, as brigas no apartamento como afirma um casal residente no prédio ao lado. Posteriormente, afirmam que as famílias Nardoni e Jatobá sempre foram unidas e que sempre trataram Isabella bem. O conteúdo da entrevista foi reproduzido por outras redes no dia 21 de abril, com exceção do SBT e da RecordTV. No dia 11 de maio, Ana Carolina Oliveira deu uma nova entrevista à emissora e, em 14 de maio, à RecordTV.

## Carro de Alexandre
No dia 22 de abril, a empresa responsável pelo rastreador (GPS) instalado no Ford Ka de Alexandre Nardoni revelou que o veículo fora desligado às 23h36min11s. Esse tipo de aparelho emite sinais via satélite para uma central de operações que, com isso, consegue monitorar todos os movimentos do veículo e saber, inclusive, a que horas ele foi ligado e desligado. O intervalo de tempo entre o momento que o motor do carro foi desligado e a primeira chamada para o resgate, que foi às 23h49min59s, foi de apenas treze minutos, o que, segundo a perícia, é tempo insuficiente para os fatos acontecerem segundo contados por Alexandre.
Conforme a revista Veja de 30 de abril, Alexandre Nardoni disse, em seu depoimento, que gastou cerca de cinco minutos entre deixar a mulher e os dois filhos no carro e levar Isabella dormindo ao apartamento no sexto andar. Isto daria 23h41min. Em seguida, teria voltado à garagem para ajudar Anna Jatobá a subir com os filhos. Neste percurso, teria gasto quatro minutos. O horário seria 23h45min. O registro do telefonema de um vizinho que solicitou o resgate aconteceu quatro minutos depois, tempo exíguo demais para que um suposto invasor, que a defesa alega existir, asfixiasse a menina, cortasse a rede de proteção da janela do quarto de Pietro e Cauã, atirasse Isabella pelo buraco e saísse do apartamento sem deixar vestígios.

## Nova prisão
Em 29 de maio de 2008, o juiz Maurício Fossen, da 2ª Vara do Tribunal do Júri de São Paulo, aceitou a denúncia do Ministério Público de São Paulo contra o casal Alexandre Nardoni e Anna Carolina Jatobá e decretou a prisão preventiva de ambos.

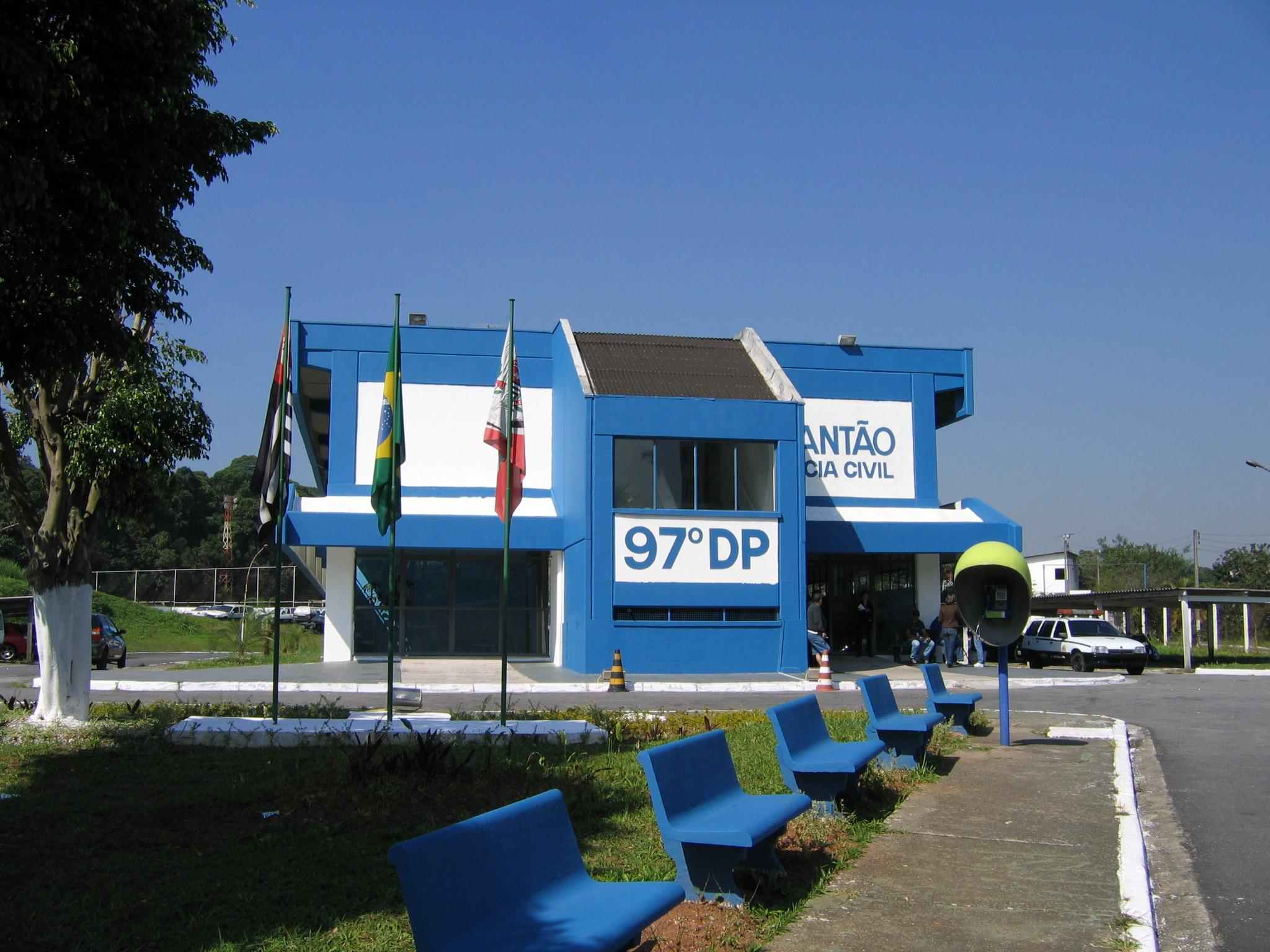
97º Distrito Policial, onde Anna Carolina Jatobá passou a noite de 8 de maio, logo após a sua detenção

O casal que estava hospedado no apartamento da mãe de Anna Jatobá optou por se entregar à polícia. Como passava das dezoito horas, a prisão apenas poderia ser efetuada pela polícia sem a colaboração do casal apenas às seis horas da manhã. Porém, o casal se entregou.
Após passarem por exame de corpo de delito no Instituto Médico-Legal, Alexandre foi encaminhado para o 13º Distrito de Polícia, na Casa Verde (Zona Norte), onde ficam custodiados detentos com curso superior, e Anna Carolina Jatobá foi enviada para o 97º Distrito Policial, em Americanópolis, na zona sul do município de São Paulo.
Porém, na manhã de 8 de maio, Anna Carolina Jatobá foi removida do Distrito Policial e foi transferida para Penitenciária Feminina de Sant'Anna, na Zona Norte de São Paulo. Em face de ameaças de rebelião por parte das presidiárias, foi novamente transferida para a Penitenciária Feminina de Tremembé, a 138 km da capital.

### Habeas corpusnegado
No dia 9 de maio, os advogados do casal protocolaram pedido de habeas corpus no Fórum João Mendes, no centro da capital. O pedido foi analisado e negado no dia 13 pelo desembargador Caio Eduardo Canguçu de Almeida, da 4ª Câmara Criminal do Tribunal de Justiça de São Paulo (TJ).

### Negação dohabeas corpuspelo STJ
Os advogados do casal Nardoni protocolizaram, na tarde do dia 16 de maio, um habeas corpus com pedido de liminar. No mesmo dia, o Superior Tribunal de Justiça (STJ) indeferiu a liminar por entender que a decisão do Tribunal de Justiça de São Paulo estava correta. O relator do caso, o ministro Napoleão Nunes Maia Filho, encaminhou a apreciação do mérito do pedido para a Quinta Turma daquele tribunal.

## Controvérsias

### Pais e os parentes

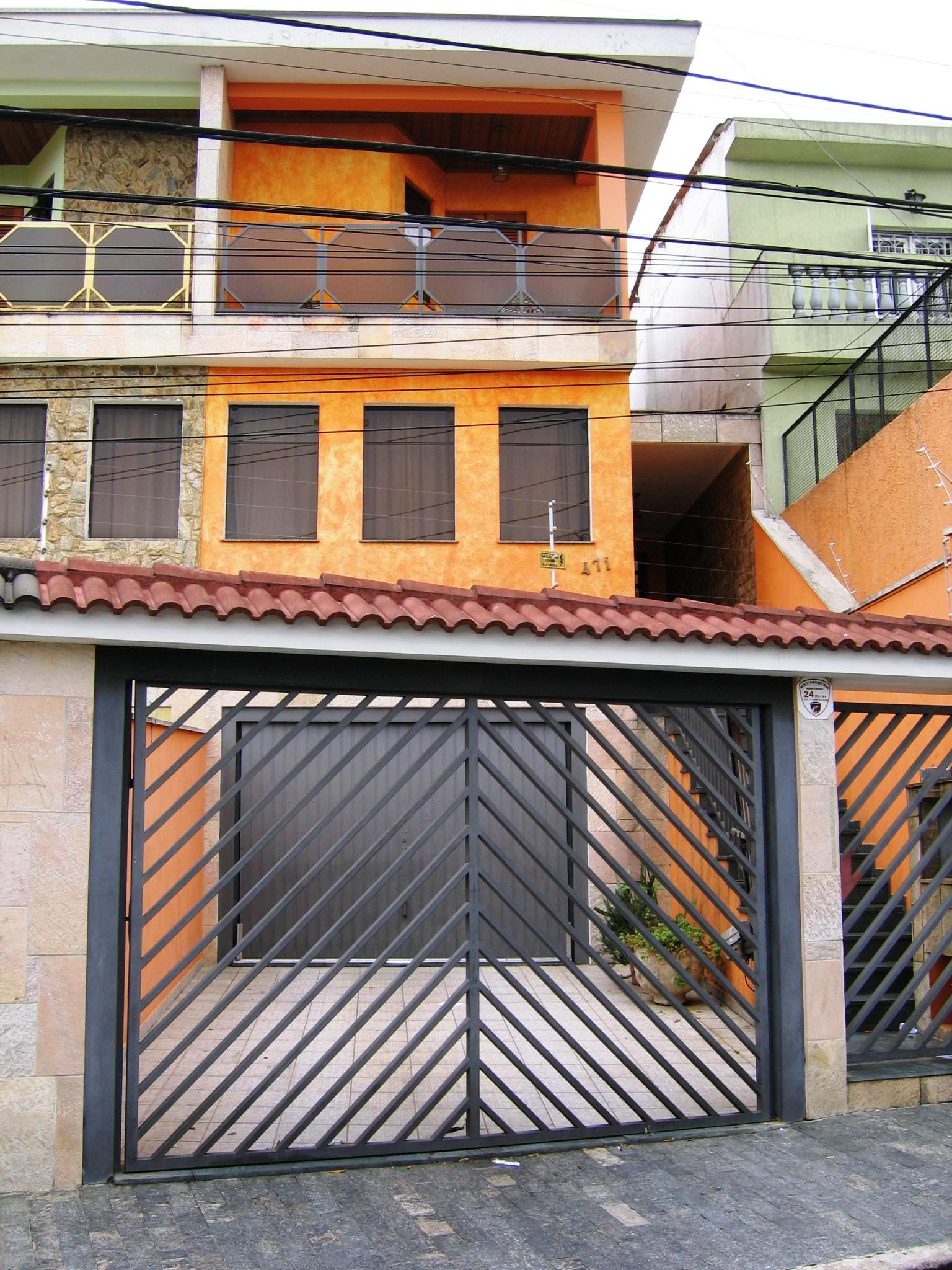
Residência do avô paterno de Isabella onde o pai e a madrasta foram morar

O pai, a madrasta e os parentes da menina foram questionados pela imprensa e a opinião popular, devido à rápida contratação dos advogados, dois dias depois da morte da Isabella, o que gerou a suspeita que os dois seriam culpados, pois estes já teriam previsto uma ordem de prisão. Naturalmente, a contratação dos advogados foi um ato óbvio, visto que a imprensa e a opinião pública, direta ou indiretamente, já apontava o casal como autores do crime.
O pai e a madrasta também foram questionados por ter deixado Isabella sozinha no apartamento, para buscar os irmãos dela de apenas três anos e outro de onze meses, já que ambos poderiam ficar no apartamento, o que poderia ter evitado o crime. Além disso, a avó materna de Isabella afirmou que a madrasta odiava Isabella.
Numa entrevista feita pelo apresentador do Balanço Geral, da RecordTV, em 3 de abril, o pai da madrasta, Alexandre Jatobá, em primeira entrevista na imprensa, afirmou que tanto o genro como a filha não tinham hábitos de beber e fumar. Declarou que, na véspera da morte da Isabella, no dia 28 de março, o zelador teria perguntado a Alexandre Nardoni se Isabella era sua filha e ele confirmou. No dia seguinte, na manhã do crime, Alexandre Jatobá, encontrou Isabella conversando com o zelador, que, quando questionada, disse não ter ocorrido nada. Mas, no depoimento o zelador dizia que estava em outro lugar no momento dos acontecimentos, o que, inclusive, foi confirmado por várias testemunhas.

### Polícia
No dia 1º de abril, o jornal Folha de S.Paulo publicou que uma delegada-assistente, Renata Pontes, teria chamado o pai da criança de assassino ao vê-lo sair na porta da delegacia no dia 31 de março. Segundo a reportagem, Alexandre ficou indignado com as acusações dos demais policiais ao alegar que sofreu coação, mas manteve a parcimônia ao responder às questões feitas pela equipe policial. A Secretaria de Segurança Pública (SSP), no entanto, não comentou a atitude da policial. Na ocasião, reiterou as pontuações do crime ao juiz, afirmando que, assim que chegou ao prédio, pegou Isabella no colo para colocá-la para dormir e, em seguida, pegou Pietro enquanto Anna Carolina carregava Cauã.

## Repercussão
Nacionalmente, todas as emissoras de televisão e meios midiáticos cobriram o crime, sendo classificado como um dos maiores casos de repercussão no país. Além do impacto da mídia, o caso foi retratado em dois livros – Caso Isabella: verdade nova, de Paulo Papandreu e A morte de Isabella Nardoni - Erros e Contradições Periciais, de George Sanguinetti – os quais foram igualmente proibidos de circulação pela justiça paulista, sendo o autor do primeiro processado pela mãe de Isabella com o requerimento de uma indenização de R$ 100 mil. Tempos depois, em março de 2018, Rogério Pagnan, repórter do Folha de S.Paulo, publicou o livro O pior dos crimes: A história do assassinato de Isabella Nardoni.
No ambiente acadêmico, o homicídio de Isabella foi delineado em diversos artigos científicos, como pela Universidade Estadual de Maringá (UEM), Universidade de São Paulo (USP), Centro Universitário de Brasília (UniCEUB), Universidade do Estado do Rio de Janeiro (UERJ), dentre outras. Segundo uma pesquisa do Instituto Sensus, de abril de 2008, 98,2% dos brasileiros mostravam, à época, conhecimento sobre o assassinato de Isabella. Quanto à cobertura da mídia, 71,8% concordaram com a posição dos veículos de informação e 24,3% discordaram. Ainda de acordo com a organização, a percentagem obtida é recordista na história de pesquisa de casos correlatos.
Além da repercussão nacional, o caso foi noticiado internacionalmente por meios como como BBC, Le Monde, Reuters e Fox News.
A mãe de Isabella, Ana Carolina Oliveira, foi eleita vereadora da cidade de São Paulo com o segundo maior número de votos da eleição de 2024. Filiada ao Podemos, sua principal bandeira foi a luta contra a violência infantil.

## Julgamento e condenação

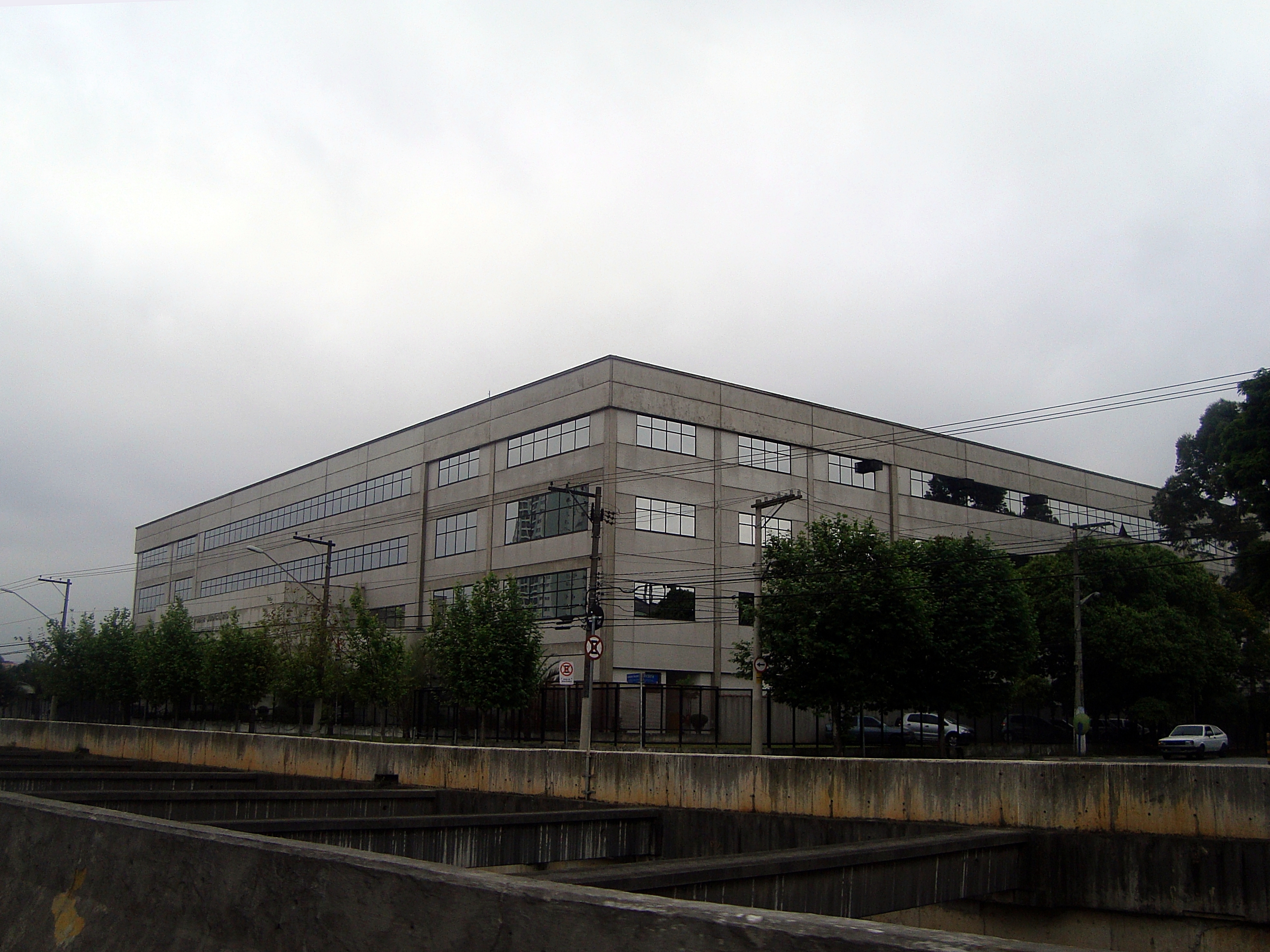
Fórum Regional de Santana, onde houve o julgamento

No início de 2009, três desembargadores da 4ª Câmara Criminal do TJ decidiram por unanimidade que o casal Alexandre Nardoni e Anna Carolina Jatobá seria levado a júri popular. O primeiro dia de julgamento ocorreu em 22 de março de 2010, cerca de dois anos após a morte de Isabella. O júri foi formado por quatro mulheres e três homens. Defesa e acusação contaram com dezesseis testemunhas no total, sendo onze de defesa, duas de acusação e três em comum. Outras sete testemunhas foram dispensadas.
Após cinco dias de julgamento, o juiz Maurício Fossen fez o pronunciamento, que foi transmitido por diversas redes de televisão ao vivo, somente através de locução. O júri considerou o casal culpado por homicídio triplamente qualificado (pela menina ter sido asfixiada, considerado meio cruel, não ter tido chance de defesa, por estar inconsciente ao cair da janela, e pelo fato de o homicídio ter sido cometido com a finalidade de ocultar a prévia agressão) e fraude processual. Alexandre Nardoni foi condenado a 31 anos, 1 mês e 10 dias - pelo agravante de ser pai de Isabella - e Anna Carolina Jatobá, a 26 anos e 8 meses, em regime fechado. Pela fraude processual, devem cumprir 8 meses e 24 dias, em regime semiaberto. Por decisão do juiz, eles não poderão recorrer da sentença em liberdade, para garantia da ordem pública.
O advogado Roberto Podval recorreu da sentença logo após sua leitura pelo juiz Maurício Fossen. O mesmo juiz, dez dias depois do julgamento, negou o pedido de recurso para um novo julgamento por júri popular e anulação da condenação, argumento defendido pela defesa com base no período anterior do caso à mudança no Código do Processo Penal, que extinguiu o chamado protesto por novo júri. O juiz Maurício Fossen seguiu a interpretação de que a alteração da legislação é aplicável para todos os casos, inclusive os anteriores.

## Progressão de pena para o regime semiaberto
Anna conseguiu a progressão para o regime semiaberto em julho de 2017 e Alexandre, em abril de 2019, tendo ambos direito a trabalhar fora da prisão e a saídas temporárias durante o ano. Após ser flagrada numa videoconferência com os filhos dentro da penitenciária, Anna perdeu, em 23 de junho de 2020, o direito ao regime semiaberto. Na noite do dia 20 de junho de 2023, Anna foi solta após a Justiça conceder progressão para o regime aberto.
Em 6 de maio de 2024, Alexandre Nardoni foi solto após a Justiça conceder a progressão ao regime aberto, pedida pela defesa de Alexandre em abril do mesmo ano.